# İlkin Dövlətov

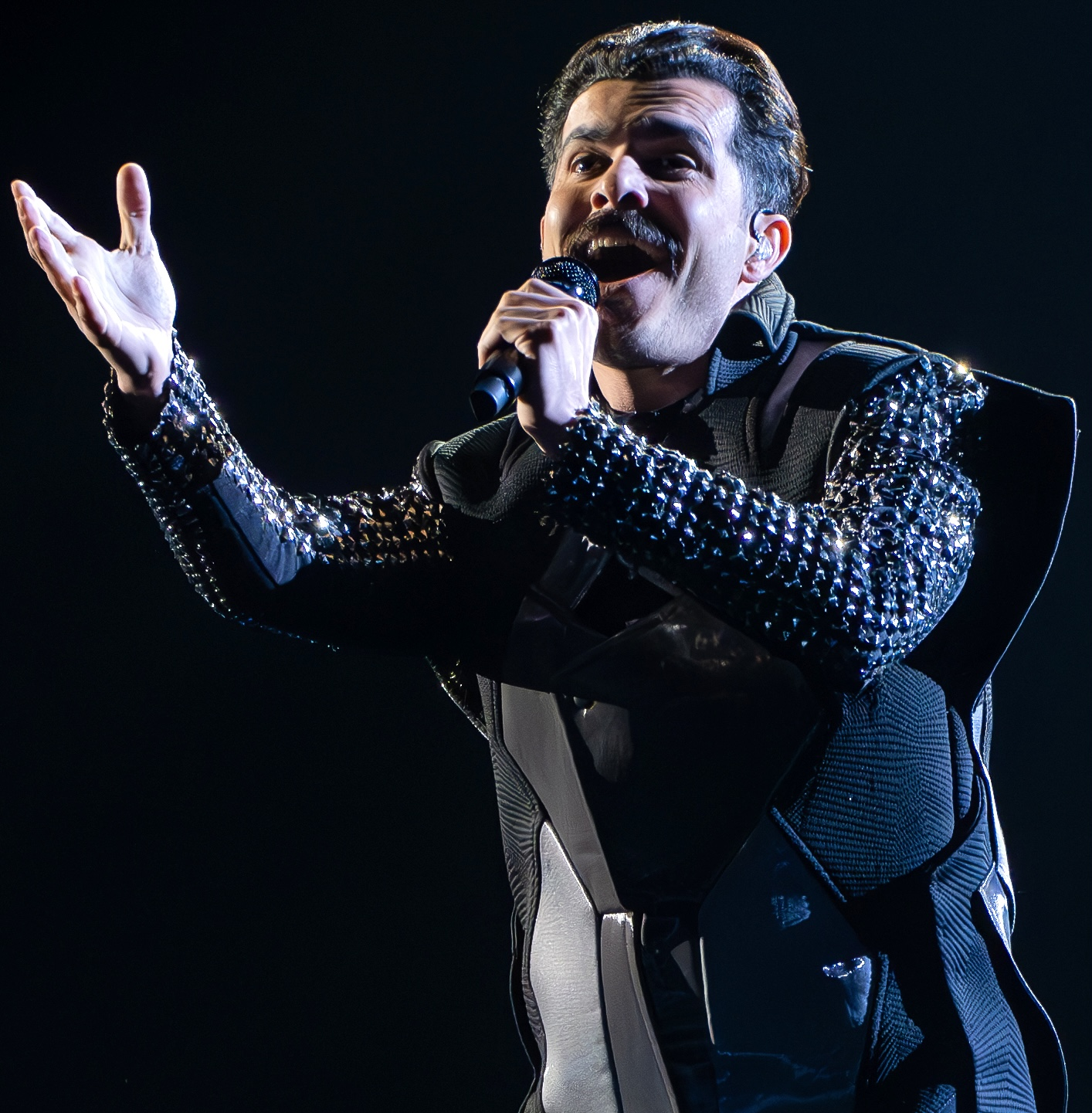
İlkin Dövlətov (2024)

İlkin Dövlətov (* 16. Juni 1990 in Baku, Aserbaidschanische SSR, Sowjetunion) ist ein aserbaidschanischer Mughamsänger. Er vertrat gemeinsam mit Fahree Aserbaidschan beim Eurovision Song Contest 2024 in Malmö.

## Leben und Wirken
Dövlətov wuchs in einer musikalischen Familie auf, so war sein Vater seine persönlich größte Inspiration, selbst Musiker zu werden. Während seiner Schulzeit entdeckte ein Lehrer sein musikalisches Talent und bestärkte ihn darin.
Im Frühjahr 2023 nahm er an der Castingshow The Voice of Azerbaijan teil, wobei er den zweiten Platz belegte.
Im Oktober 2023 wurde bekannt, dass Dövlətov sich auf der internen Shortlist des aserbaidschanischen Senders İTV befinde. Am 7. März 2024 wurde allerdings bekanntgegeben, dass Fahree intern als Interpret ausgewählt wurde. Knapp eine Woche später, am 13. März, wurde jedoch bekannt gegeben, dass er gemeinsam mit Fahree für Aserbaidschan beim Eurovision Song Contest 2024 antreten werde. Das gemeinsame Lied Özünlə apar wurde am gleichen Tag vorgestellt. Es nahm am 1. Halbfinale am 7. Mai 2024 teil, konnte sich allerdings nicht für das Finale qualifizieren.

## Diskografie

### EPs
- 2024: Yaşa ürəyim

### Singles
- 2023: Ters
- 2023: Geceler
- 2024: İnsanlar (mit Mila Miles & Etibar Asadli)
- 2024: Azərbaycan (mit Fahree)
- 2024: Salam gətirmişəm
- 2024: Getmə
- 2024: Yandırdın qəlbimi (mit Nazpəri Dostəliyeva)
- 2024: Qonşular (mit Səbinə Ərəbli)
- 2024: Anama deyin
- 2024: Unut məni
- 2024: Ay saçı burma
- 2024: Qal sənə qurban
- 2025: Sevə bilmək (mit Nazpəri Dostəliyeva)
- 2025: Gecələr ayaz (mit Nigar Muharrem)
- 2025: Bayram edək
- 2025: Qınama məni
- 2025: Dünya
- 2025: Ağrıkəsici (mit Fahree)
- 2025: Aman aman

### Als Gastmusiker
- 2024: Özünlə apar (Fahree feat. İlkin Dövlətov)
- 2024: Ağla (Xanım İsmayılqızı feat. Ilkin Dovlatov & Leyla Rəhimova)
- 2024: Gəlməmiş (Vüqar Camalzadə feat. Ilkin Dovlatov)
- 2024: Gizlətmək çətin (Aygün Səmədzadə feat. Ilkin Dovlatov & Zabitə Alıyeva)